# Simeon af Moskva
Simeon af Moskva med tilnavnet Simeon den Stolte (født 1316, død 27. april 1353) var fyrste af Moskva og storfyrste af Vladimir i Rusland. Simeon var ældste søn af Ivan 1. af Moskva. Efter at have arvet fyrstetronen i Moskva efter sin far i 1340, fik han tilladelse af sine mongolske overherrer i Den Gyldne Horde til at indtage den storfyrstelige trone i Vladimir i 1341, men Moskva forblev rigets hovedstad. I sin udenrigspolitik orienterede han sig mod Horden og førte kamp mod Litauen, som han gennemførte felttoget til Smolensk i 1351 imod. Hans felttog mod Torzhok (1341) styrkede hans magt i Novgorod og lagde grunden til Moskvas senere ødelæggelse af republikken.
Han døde sammen med flere af sine sønner af den sorte død i 1353 og er begravet i Archangelsk Katedralen i Kreml. Kort forinden havde han aflagt klosterløfte.